# Муравьёв, Николай Леонидович
Граф Никола́й Леони́дович Муравьёв (24 марта (5 апреля) 1866 — 19 декабря 1940, Брюссель, Бельгия) — русский государственный деятель, егермейстер (1913), полтавский губернатор (1908–1913), московский губернатор (1913–1916), сенатор (1916-1917). Тайный советник.

## Биография
Происходил из дворян Санкт-Петербургской губернии. Родился 24 марта (5 апреля) 1866 года — сын герольдмейстера графа Леонида Михайловича Муравьева (1821—1881) и его второй жены Софьи Николаевны.
Окончил Пажеский корпус (1887), выпущен из камер-пажей в подпоручики лейб-гвардии Преображенского полка. Вышел в запас гвардейской пехоты в чине поручика. В 1895 году был назначен Уманским уездным предводителем дворянства.
Чины: коллежский советник (1901), статский советник (1905), действительный статский советник (1906), егермейстер (1913), тайный советник (1916). В 1909 году был пожалован придворным званием «в должности егермейстера».
Занимал должности  томского (1899—1901), вологодского (1901—1902), таврического (1902—1907) и рязанского (1907—1908) вице-губернаторов. В октябре 1908 года был назначен полтавским губернатором, а в феврале 1913 года — московским губернатором.
В 1916 году был назначен сенатором.
После революции эмигрировал в Бельгию. Скончался 19 декабря 1940 года в Брюсселе.

## Семья
Был дважды женат. 
Первый брак (с 1 ноября 1892) с дочерью тайного советника Н. А. Новосельского, Ольгой Николаевной (1871—1933). Их дети:
- Елена (04.09.1893—24.08.1968), замужем за Михаилом Михайловичем Осоргиным (1887—1950); основательница Сергиевского подворья[3]; один из их сыновей — Николай Михайлович Осоргин (1924—2014)
- Ирина (04.01.1897-1984),  в замужестве Адамова.
- Екатерина (1898-1965), была замужем за Виктором Александровичем Державиным (1896—1961). В 1917 году Ирина и Екатерина с золотыми медалями были выпущены из Екатерининского института благородных девиц.

Второй брак — с Верой Николаевной фон Герстфельд (16.10.1874 – 19.06.1944), дочерью Николая Эдуардовича Герстфельда (27.10.1829 – 10.03.1886), внучкой Эдуарда Ивановича Герстфельда. Их дети:
- Николай (05.04.1907 – 20.01.1988)
- Алексей (04.09.1909 – 24.04.1985)
- Вера (01.12.1910 – 22.08.1914)
- Ариадна (28.04.1913 – 1985?), в замужестве Нарышкина.